# Arroyo Illescas
Der Arroyo Illescas, auch als Arroyo de Illescas bezeichnet, ist ein Fluss in Uruguay.
Der rund 75 Kilometer lange Arroyo Illescas entspringt am Westhang der Cuchilla Grande Superior (auch Cuchilla Grande Principal). Von dort verläuft er in nordwestlicher Richtung auf dem Gebiet des Departamentos Florida. Er mündet westlich von Sarandí in den Río Yí.